# سیارک ۱۵۹۲۱۵
سیارک ۱۵۹۲۱۵ (به انگلیسی: 159215 Apan، نامگذاری:2005WS59) صد و پنجاه و نه هزار و دویست و پانزدهمین سیارک کشف شده‌است که در ۳۰ نوامبر ۲۰۰۵ کشف شد.